# Горган (деревня, Румыния)
Горган (рум. Gorgan) — деревня, расположенная в жудеце Алба в Румынии. Входит в состав коммуны Ченаде.

## География
Деревня расположена в 246 км к юго-западу от Бухареста, 33 км к востоку от Алба-Юлии, 82 км к юго-востоку от Клуж-Напока, 133 км к западу от Брашова.

## Население
По данным переписи населения 2012 года в селе проживают 8 человек, все - румыны.